# Cobra Kai
Cobra Kai je americký akční komediálně-dramatický televizní seriál založený na filmové sérii Karate Kid. Tvůrci seriálu jsou Josh Heald, Jon Hurwitz a Hayden Schlossberg a je distribuován společností Sony Pictures Television. První dvě řady seriálu měly premiéru na YouTube Premium, od třetí řady je seriál vysílán na Netflixu. Hlavní role ztvárnili Ralph Macchio a William Zabka, kteří si zopakovali své role Daniela LaRussa a Johnnyho Lawrence z filmu Karate Kid (1984) a jeho pokračování Karate Kid 2 (1986) a Karate Kid 3 (1989).
První a druhá řada byly na YouTube Premium zveřejněny v květnu 2018 a dubnu 2019. Netflix získal práva na seriál v červnu 2021 poté, co se YouTube rozhodl ukončit produkci původních pořadů. Třetí, čtvrtá a pátá řada měly premiéru v lednu 2021, prosinci 2021 a září 2022. V lednu 2023 byl seriál prodloužen o finální šestou řadu.
Seriál sleduje příběh z pohledu Johnnyho Lawrence, přičemž začíná jeho rozhodnutím znovu otevřít karate dódžó Cobra Kai, což vede k znovuobnovení jeho staré rivality s Danielem LaRussem. Dále také účinkují Courtney Henggeler, Xolo Maridueña, Tanner Buchanan, Mary Mouser, Jacob Bertrand, Gianni DeCenzo, Peyton Listová, Vanessa Rubio a Dallas Dupree Young, přičemž Martin Kove a Thomas Ian Griffith si také zopakovali své role z filmu. Děj seriálu se odehrává mezi lety 2017 a 2019.

## Obsazení

### Hlavní role
- Ralph Macchio jako Daniel LaRusso
- William Zabka jako Johnny Lawrence
- Courtney Henggeler jako Amanda LaRussová
- Xolo Maridueña jako Miguel „Miggy“ Diaz
- Tanner Buchanan jako Robert Swayze „Robby“ Keene
- Mary Mouser jako Samantha „Sam“ LaRussová
- Jacob Bertrand jako Eli Moskowitz / Hawk (vedlejší: první řada; hlavní: od druhé řady)
- Gianni Decenzo jako Demetri (vedlejší: první řada; hlavní: od druhé řady)
- Martin Kove jako sensei John Kreese (host: první řada; hlavní: od druhé řady)
- Vanessa Rubio jako Carmen Diazová (vedlejší: řady 1–3; hlavní: čtvrtá řada)
- Peyton Listová jako Tory Nicholsová (vedlejší: druhá a třetí řada; hlavní: čtvrtá řada)

### Vedlejší role
- Hannah Kepple jako Moon
- Dan Ahdoot jako Anoush Norouzi
- Owen Morgan jako Bert
- Jonathan Mercedes jako A. J. (první řada)
- Dawson Towery jako Rory (první řada)
- Nichole Brown jako Aisha Robinsonová (první a druhá řada)
- Vas Sanchez jako Nester (první a druhá řada)
- Joe Seo jako Kyler (první a třetí řada)
- Annalisa Cochrane jako Yasmine (první a třetí řada)
- Bo Mitchell jako Brucks (první a třetí řada)
- Bret Ernst jako Louie LaRusso Jr. (první a třetí řada)
- Rose Bianco jako Rosa Diazová (vedlejší: první a druhá řada; host: třetí řada)
- Griffin Santopietro jako Anthony „Antonio“ LaRusso (vedlejší: první a druhá řada; host: třetí řada)
- Paul Walter Hauser jako Raymond / Stingray (druhá řada)
- Aedin Mincks jako Mitch (druhá řada)
- Khalil Everage jako Chris (druhá řada)
- Nathaniel Oh jako Nathaniel (od druhé řady)
- John Cihangir jako Doug Rickenberger (host: druhá řada; vedlejší: třetí řada)
- Dallas Dupree Young (čtvrtá řada)
- Oona O'Brien (čtvrtá řada)

### Hostující role
- Diora Baird jako Shannon Michelle Keeneová
- Ken Davitian jako Armand Zarkarian
- Candace Moon jako Laura Lawrenceová (první řada)
- Kwajalyn Brown jako Sheila (první řada)
- Randee Heller jako Lucille LaRussová (první a druhá řada)
- Ed Asner jako Sid Weinberg (první a třetí řada)
- David Shatraw jako Tom Cole (první a třetí řada)
- Kim Fields jako Sandra Robinsonová (druhá řada)
- Rob Garrison jako Tommy (druhá řada)
- Tony O'Dell jako Jimmy (druhá řada)
- Ron Thomas jako Bobby (druhá a třetí řada)
- Elisabeth Shue jako Ali Millsová (třetí řada)
- Yuji Okumoto jako Chozen Toguchi (třetí řada)
- Tamlyn Tomita jako Kumiko (třetí řada)
- Dee Snider jako on sám (třetí řada)
- Traci Toguchi jako Yuna (třetí řada)

### Archivní záběry
Následující postavy se objevili prostřednictvím archivních záběrů z filmové série:
- Pat Morita jako pan Kesuke Miyagi
- Chad McQueen jako Dutch
- Danny Kamekona jako Sato Toguchi
- Nobu McCarthy jako Yukie
- Thomas Ian Griffith jako Terry Silver
- Sean Kanan jako Michael „Mike“ Barnes
- Robyn Lively jako Jessica Andrewsová

## Řady a díly
| Řada | Díly | Premiéra na YouTube Red / Premium |
| ---- | ---- | --------------------------------- |
| 1    | 10   | 2. května 2018                    |
| 2    | 10   | 24. dubna 2019                    |

| Řada | Díly | Premiéra na Netflixu |
| ---- | ---- | -------------------- |
| 3    | 10   | 1. ledna 2021        |
| 4    | 10   | 31. prosince 2021    |

## Nominace a ocenění
| Rok  | Cena                                | Kategorie                                                                     | Nominovaní     | Výsledek          | Zdroj                |
| ---- | ----------------------------------- | ----------------------------------------------------------------------------- | -------------- | ----------------- | -------------------- |
| 2018 | Teen Choice Awards                  | Letní televizní seriál                                                        | Cobra Kai      | nominace          | [ 6 ] [ 7 ]          |
| 2018 | Teen Choice Awards                  | Letní televizní hvězda                                                        | Xolo Maridueña | nominace          | [ 6 ] [ 7 ]          |
| 2018 | Imagen Awards                       | Nejlepší mladý televizní herec                                                | Xolo Maridueña | nominace          | [ 8 ] [ 9 ]          |
| 2018 | Primetime Creative Arts Emmy Awards | Vynikající kaskadérská koordinace pro komediální seriál nebo varietní program | Hiro Koda      | nominace          | [ 10 ]               |
| 2018 | Rotten Tomatoes                     | Golden Tomato (Nejlepší televizní drama)                                      | Cobra Kai      | vítězství         | [ 11 ]               |
| 2019 | Shorty Awards                       | Nejlepší webový sériál                                                        | Cobra Kai      | nominace          | [ 12 ]               |
| 2019 | Primetime Creative Arts Emmy Awards | Vynikající kaskadérská koordinace pro komediální seriál nebo varietní program | Hiro Koda      | nominace          | [ 10 ]               |
| 2019 | Teen Choice Awards                  | Letní televizní seriál                                                        | Cobra Kai      | nominace          | [ 13 ]               |
| 2019 | Clio Awards                         | Televize / Streaming: Sociální média-30 za 30                                 | Cobra Kai      | nominace          | [ 14 ] [ 15 ] [ 16 ] |
| 2021 | Screen Actors Guild Awards          | Vynikající výkon kaskaderského souboru v televizním seriálu                   | Cobra Kai      | dosud nevyhlášeno | [ 17 ]               |